# Otto Merten
Otto Merten (* 7. Dezember 1874 in Vehlefanz; † nach 1939) war Lehrer, Ministerialdirektor und Mitglied des Deutschen Reichstags.

## Leben
Merten studierte Philologie und Volkswirtschaft in Berlin.
Von Dezember 1904 bis 1907 war er Mitglied des Deutschen Reichstags für den Wahlkreis Magdeburg 3 (Jerichow I, Jerichow II) und die Freisinnige Volkspartei. Zwischen 1913 und 1920 war er Direktor an der kaufmännischen und gewerblichen Berufsschule in Berlin und ab 1920 Hilfsarbeiter im Provinzschulkollegium Berlin. Seit 1922 war er Regierungs- und Gewerbeschulrat in Potsdam und dann in Berlin. Von 1924 bis 1932 war er Mitglied des Preußischen Landtags für die Deutsche Demokratische Partei, die später zur Deutschen Staatspartei wurde. Seit 1929 war er Ministerialdirektor im Preußischen Handelsministerium als Leiter der Abteilung IV Gewerbliches Unterrichtswesen. Zwischen 1929 und 1932 war er auch stellvertretender Bevollmächtigter Preußens zum Reichsrat. 1932 wurde er in den einstweiligen Ruhestand und 1933 in den Ruhestand versetzt.